# كياثون جنوبي
كياثون جنوبي (الاسم العلمي: Cyathea australis) هو نوع غير مؤكد من النباتات يتبع جنس الكياثون من الفصيلة الكياثونية.